# Hokishe Sema
Hokishe Sema (* 6. März 1921 in Sutemi, Assam, Britisch-Indien, heute: Mokokchung, Nagaland; † 31. Januar 2007 in  Dimapur, Nagaland) war ein indischer Politiker der Naga National Party (NNP), des Indischen Nationalkongresses (INC) sowie zuletzt der Bharatiya Janata Party (BJP), der von 1969 bis 1974 sowie erneut von 1986 bis 1988 Chief Minister von Nagaland sowie zwischen 1986 und 1987 Mitglied der Rajya Sabha war, des Oberhauses des Parlaments (Bhāratīya Sansad). Er war zudem Gouverneur verschiedener Bundesstaaten und Unionsterritorien.

## Leben
Hokishe Sema, Sohn von Shri Sukiye Sema, absolvierte ein grundständiges Studium, welches er mit einem Bachelor of Arts (B.A.) beendete. Er war für die Naga National Party zunächst zwischen 1961 und 1963 Mitglied der Interims-Legislativversammlung und nach Gründung des Bundesstaates Nagaland am 1. Dezember 1963 Mitglied der Legislativversammlung (Legislative Assembly), der er bis 1969 angehörte. Er war zeitweise Minister in der Regierung von Nagaland und wurde als Nachfolger von T. N. Angami am 22. Februar 1969 schließlich selbst Chief Minister von Nagaland. Er bekleidete dieses Amt bis zum 25. Februar 1974 und wurde daraufhin von Vizol Angami abgelöst. Er war danach zwischen 1974 und 1976 Präsident der Nagaland Nationalist Organisation und wechselte daraufhin zum Indischen Nationalkongresses (INC), deren Präsident er von 1976 bis 1979 in Nagaland (Nagaland Congress Committee) war.
Als Nachfolger von Ashok Nath Banerjee übernahm Sema am 16. April 1983 das Amt als Gouverneur von Himachal Pradesh und bekleidete dieses bis zum 7. März 1986, woraufhin Prabodh Dinkarrao Desai ihn ablöste. Während dieser Zeit wurde er als Nachfolger von Arjun Singh am 14. November 1985 Gouverneur von Punjab. Er hatte dieses Amt bis zum 25. November 1985 inne und wurde im Anschluss von Shankar Dayal Sharma abgelöst. Zugleich löste er Arjun Singh am 14. November als Administrator von Chandigarh ab und verblieb in dieser Funktion bis zu seiner Ablösung durch Shankar Dayal Sharma am 25. November 1985.
Am 3. April 1986 wurde Hokishe Sema für den Indischen Nationalkongress Mitglied der Rajya Sabha, des Oberhauses des Parlaments (Bhāratīya Sansad), und vertrat in dieser bis zum 4. Mai 1987 den Bundesstaat Nagaland. Außerdem wurde er als Nachfolger von Sanayangba Chubatoshi Jamir am 29. Oktober 1986 zum zweiten Mal Chief Minister von Nagaland. Das Amt des Chefministers übte er bis zum 6. August 1988 aus, woraufhin eine Präsidialverwaltung (President’s rule) zur Regierung des Bundesstaates eingerichtet wurde. 1994 trat er aus dem Indischen Nationalkongress aus und wurde 1999 Mitglied der Bharatiya Janata Party (BJP), für die er 2003 wieder zum Mitglied der Legislativversammlung von Nagaland gewählt wurde.
Aus seiner Ehe mit Shitoli Sema gingen fünf Söhne und zwei Töchter hervor.